# Tupinambis
Tupinambis – rodzaj jaszczurek z rodziny tejowatych (Teiidae).

## Zasięg występowania
Rodzaj obejmuje gatunki występujące w Ekwadorze, Kolumbii, Wenezueli, na Trynidadzie, w Gujanie, Surinamie, Gujanie Francuskiej, Brazylii, Peru i Argentynie.

## Systematyka

### Etymologia
- Tupinambis: plemię Tupinambá, jedna z grup etnicznych Tupi, która zamieszkiwała dzisiejszą Brazylię przed podbojem regionu przez portugalskich osadników kolonialnych[10].
- Tutor: łac. tutor „chronić”[11]. Gatunek typowy: Monitor americanus Goldfuss, 1820 (= Lacerta teguixin Linnaeus, 1758).
- Custa: być może łac. custos, custodis „strażnik”[12]. Gatunek typowy: Lacerta teguixin Linnaeus, 1758.
- Exypnestes: według L. Agassiza nazwa pochodzi od gr. εξυπνιστης exupnistēs „pobudzony”[13], być może od εξυπνιζω exupnizō „obudzić”[14]. Gatunek typowy: Tupinambis monitor Daudin, 1802 (= Lacerta teguixin Linnaeus, 1758).
- Ctenodus (Ctenodon): gr. κτεις kteis, κτενος ktenos „grzebień”[15]; οδους odous, οδοντος odontos „ząb”[16]. Gatunek typowy: Tupinambis nigropunctatus von Spix, 1825 (= Lacerta teguixin Linnaeus, 1758).
- Podinema: gr. ποδηνεμος podēnemos „szybki jak wiatr, chyżonogi”[6]. Gatunek typowy: Lacerta teguixin Linnaeus, 1758.
- Teguixin: epitet gatunkowy Lacerta teguixin Linnaeus, 1758[7]. Gatunek typowy: Lacerta teguixin Linnaeus, 1758.
- Gymnogomphius: γυμνος gumnos „goły, nagi”[17]; γομφιος gomphios „ząb trzonowy”[18]. Nowa nazwa dla Podinema.

### Podział systematyczny
Do rodzaju należą następujące gatunki: 
- Tupinambis cryptus
- Tupinambis cuzcoensis
- Tupinambis longilineus
- Tupinambis matipu
- Tupinambis palustris
- Tupinambis quadrilineatus
- Tupinambis teguixin – teju brazylijski[19]
- Tupinambis zuliensis